# Duvall (Washington)
Duvall és una població dels Estats Units a l'estat de Washington. Segons el cens del 2000 tenia 4.616 habitants.

## Demografia
Segons el cens del 2000, Duvall tenia 4.616 habitants, 1.596 habitatges, i 1.307 famílies. La densitat de població era de 781,7 habitants per km².
Dels 1.596 habitatges en un 49,4% hi vivien nens de menys de 18 anys, en un 71,4% hi vivien parelles casades, en un 7,1% dones solteres, i en un 18,1% no eren unitats familiars. En el 13,2% dels habitatges hi vivien persones soles el 2,5% de les quals corresponia a persones de 65 anys o més que vivien soles. El nombre mitjà de persones vivint en cada habitatge era de 2,88 i el nombre mitjà de persones que vivien en cada família era de 3,15.
Per edats la població es repartia de la següent manera: un 32,4% tenia menys de 18 anys, un 5% entre 18 i 24, un 42,9% entre 25 i 44, un 16,5% de 45 a 60 i un 3,2% 65 anys o més.
L'edat mediana era de 33 anys. Per cada 100 dones de 18 o més anys hi havia 99,9 homes.
La renda mediana per habitatge era de 71.300 $ i la renda mediana per família de 78.740 $. Els homes tenien una renda mediana de 51.164 $ mentre que les dones 41.806 $. La renda per capita de la població era de 27.764 $. Aproximadament el 2,8% de les famílies i el 3,8% de la població estaven per davall del llindar de pobresa.

## Poblacions més properes
El següent diagrama mostra les poblacions més properes.